# Elio Brasola
Elio Brasola (Galzignano Terme, 21 maggio 1927 – Vigonovo, 8 agosto 1998) è stato un ciclista su strada e pistard italiano.
Professionista tra il 1949 ed il 1956, vinse un Trofeo Matteotti e un Giro di Sicilia.

## Carriera
Corse per la Bottecchia, la Lygie, la Wilier Triestina, la Juvela e la Torpado. Vinse il Trofeo Matteotti nel 1951 e la classifica generale del Giro di Sicilia nel 1953 e fu secondo nella quinta tappa del Giro d'Italia 1951 e al Giro di Toscana nel 1953. Su pista fu secondo nella sei giorni di Vienna nel 1952, insieme al fratello Annibale.

## Palmarès
- 1951 (Lygie-Pirelli, una vittoria)

Trofeo Matteotti
- 1953 (Torpado, una vittoria)

Classifica generale Giro di Sicilia

## Piazzamenti

### Grandi Giri
- Giro d'Italia

1951: 12º
1952: 19º
1953: 18º

### Classiche monumento
- Milano-Sanremo

1950: 85º
1951: 75º
1952: 93º
1953: 84º
- Giro di Lombardia

1950: 33º
1951: 35º
1953: 49º